# Murga

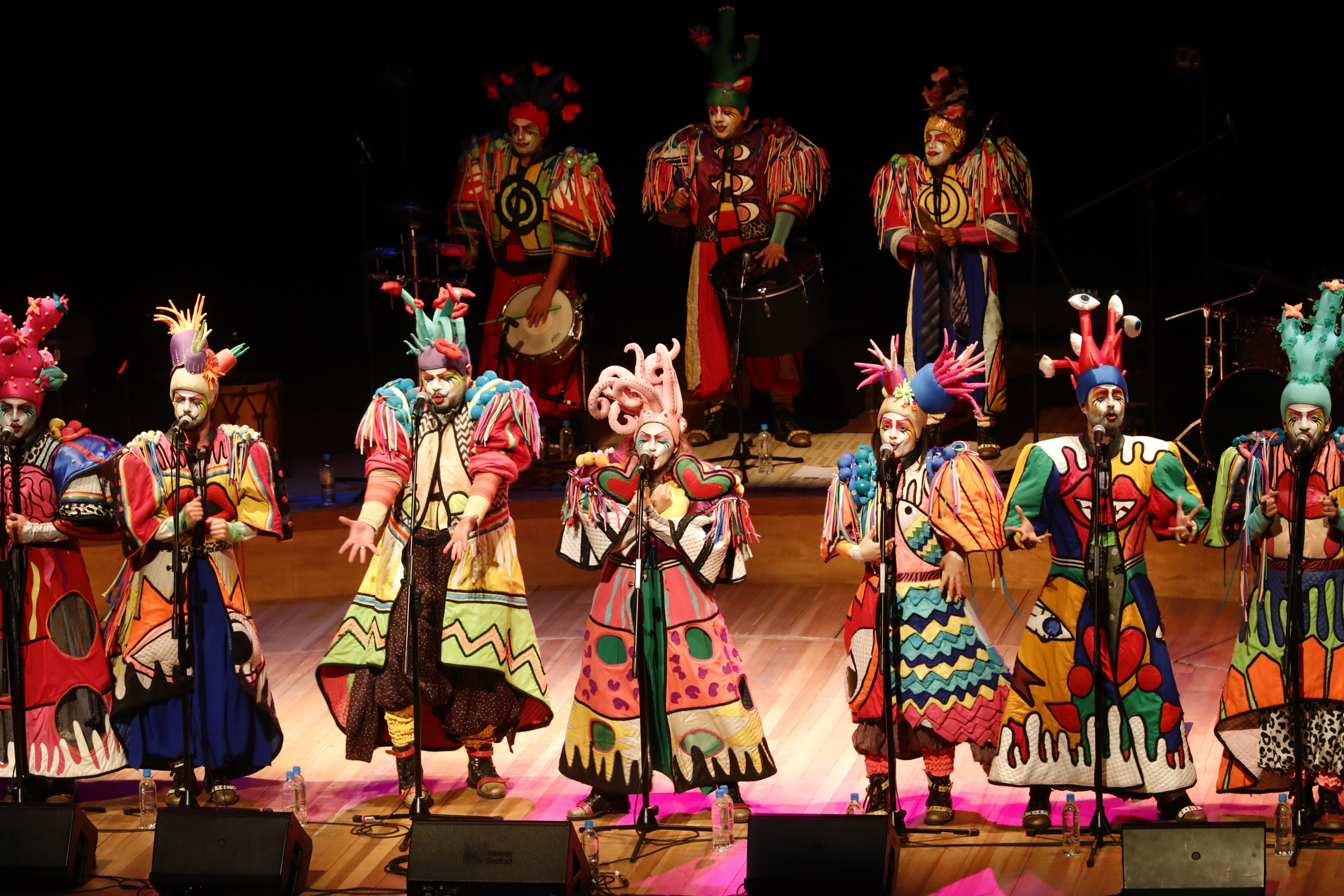
Agarrate Catalina, murga uruguaya

La murga es un género músico-teatral desarrollado en distintos países de América Latina, Italia y España, donde  convive con la llamada "chirigota". Adoptado por varios países, generalmente se realiza durante alguna festividad como el carnaval, fiestas patronales, efemérides de ciudades, eventos deportivos y protestas. El vocablo se utiliza, por un lado, para referirse al estilo musical y, por otro, a los conjuntos que lo practican. Es muy popular en Argentina, Badajoz, Canarias, Chile, Colombia, Huelva, Panamá y Uruguay, donde suele ser interpretada por una agrupación con el acompañamiento musical de instrumentos de percusión. 
Si bien se identifica como uno de sus orígenes a Cádiz, (sobre todo desde 1908), ha tenido innumerables transformaciones desde finales del siglo XIX, siendo actualmente una de las mayores expresiones de la cultura uruguaya por su arraigo popular. 

## Historia
Algunos tipos de los conjuntos musicales callejeros denominados murgas tienen su origen en España, más precisamente en Cádiz, aunque se la suele asociar con lugares como Badajoz, Argentina y Uruguay, debido a la inmensa popularidad lograda en dichos lugares. Sin embargo, el tipo de murga porteña denominada "Centro Murga", donde casi no se canta y más que nada se baila y se toca desfilando por las calles al estilo de las comparsas negras de la época colonial y del siglo XIX, no tiene su origen en la murga o chirigota española. Aunque las murgas de tipo "Centro Murga" no tendrían su origen musical y de baile en la chirigota española, sino que estarían más relacionadas con las comparsas afroporteñas del siglo XIX, igual se las denomina "murgas". De esta forma, el vocablo "murga" se aplica a muy distintos tipos de música y baile, desde la murga uruguaya y la porteña del tipo "Agrupación Murguera" (ambas ejecutadas desde arriba de un escenario), pasando por la murga porteña del tipo "Centro Murga" hasta otras músicas relacionadas con el carnaval desarrolladas en Chile, Colombia, Panamá y el sur de España, entre otros.
Hacia 1906, de España se trasladó al Río de la Plata la que sería considerada la primera murga en tierras sudamericanas: se trataba de una compañía de zarzuela que sorprendió con sus coplas satíricas y picarescas en la ciudad de Montevideo (aunque se cuenta que, ante la falta de público en el hotel Casino -donde realizaban sus funciones-, sus integrantes salieron a la calle a actuar, y fue allí donde finalmente tuvieron éxito). A la manera gaditana, cada murga montevideana hace su aparición en los tablados, pequeños escenarios que suelen levantarse en los clubes de barrio y que convocan, aún hoy, a centenares de personas cada noche. Platillos, bombo y redoblante marcan el ritmo de letras escritas para la ocasión y que recuerdan hechos ocurridos durante el año finalizado. Presentaciones, cuplés, salpicones y retiradas son las formas musicales que toma esta representación del carnaval. Pero, además de las murgas -que invaden la ciudad durante 40 días- la festividad montevideana cuenta con una ceremonia de expresiva autenticidad: las llamadas, manifestaciones en que, bajo la cadencia del candombe, bajan los habitantes de los barrios negros y se llaman entre ellos, juntándose y desfilando por ciertos sectores de la ciudad. La ceremonia ocurre el primer viernes de cada mes de febrero, en horas de la noche. En estas llamadas participan las Sociedades de Negros y Lubolos blancos que se pintan de negro.

## Murga en Uruguay

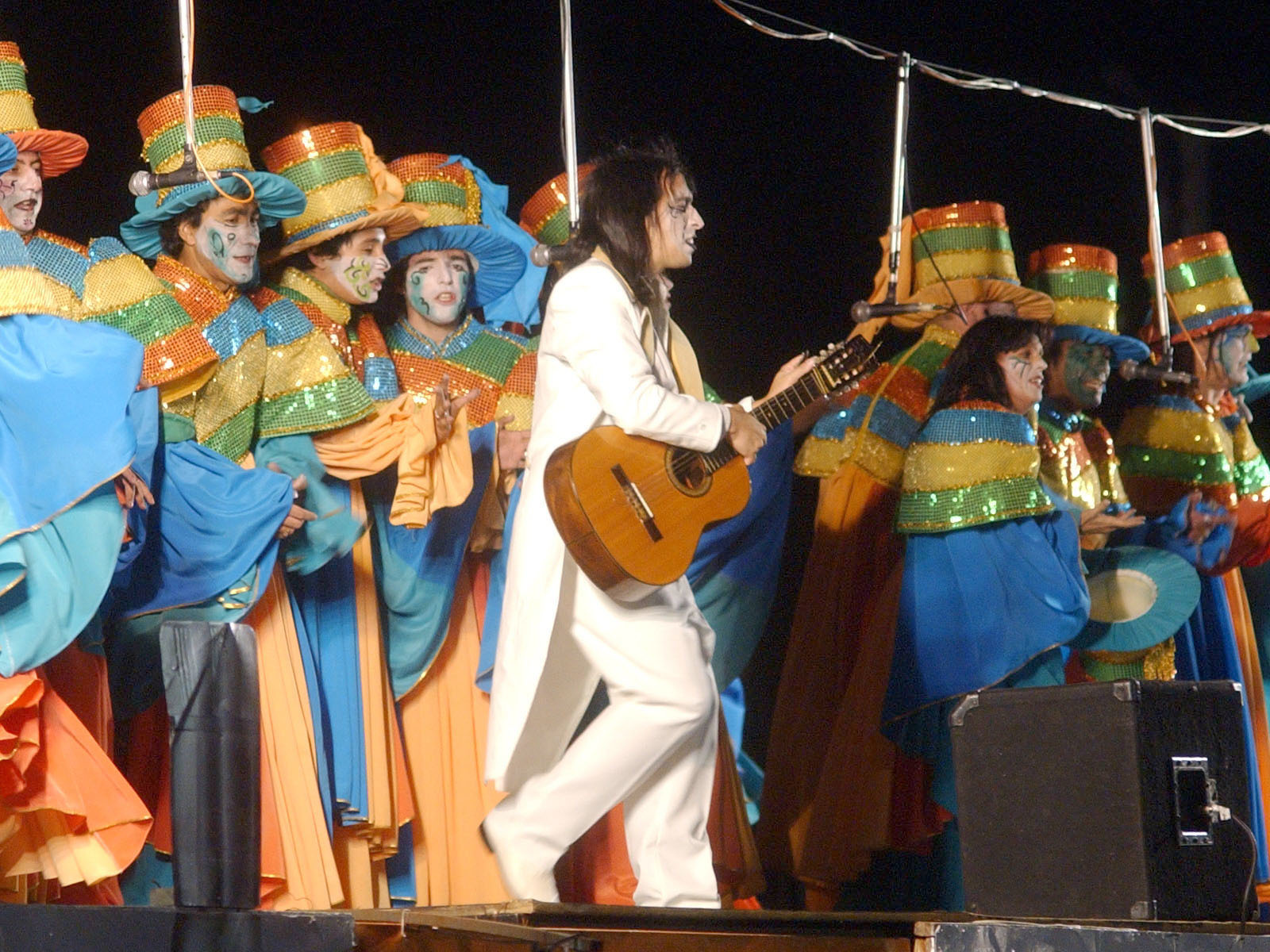
Araca la Cana, una de las murgas uruguayas más populares actuando en ocasión de la asunción del Presidente Tabaré Vázquez en Montevideo, marzo de 2005.

La murga uruguaya, manifestación dramático-musical polifónica y de integración tradicionalmente masculina, surgió en el carnaval de Montevideo a fines del siglo XIX, a partir de diversos aportes hispánicos, en especial el de las murgas de Cádiz. En la actualidad el carnaval es la mayor fiesta popular de Uruguay y en él la murga y el candombe conforman las manifestaciones culturales más representativas.
El carnaval mundano es responsable definitorio de la cultura que se exhibe, se refleja y se festeja como identidad nacional. La "época de carnaval" se extiende desde fines de enero hasta marzo pero sus actividades se "practican" a lo largo de todo el año a través de talleres, eventos oficiales, festivales y, espontáneamente, en los barrios.
La importación, desde España, por parte de los primeros pobladores de Montevideo, de prácticas medievales tales como tirarse con huevos frescos o vaciados y rellenados con agua, dio origen a los festejos de carnaval. Los sucesivos intentos oficiales de "racionalizar" estas prácticas comenzaron a fines del siglo XVIII, cuando se puso fin a estos festejos generalizados, privilegiando las representaciones artísticas que, ya en esa época, habían pasado a ocupar el centro de atención del público montevideano
La población carabana a fines del siglo XX estaba caracterizada por dos rasgos sobresalientes que incidían directamente en sus formas culturales: "la temprana urbanización y la europeización de hábitos y mentalidades a través de la inmigración". De ahí la presencia de los modelos europeos de festejos de carnaval.
La palabra murga tiene su origen en España, en el Carnaval de Cádiz. Llega a Uruguay en 1906 con un grupo de cantantes y actores teatrales, principalmente andaluces, llamado "La gaditana". La historia relata que ese grupo teatral, al no poder convocar suficiente público en sus funciones, salió a recorrer las calles montevideanas marchando y haciendo chirigotas. Al año siguiente una agrupación del carnaval uruguayo se autodenominó "murga La gaditana que se va", para parodiar lo acontecido con los artistas españoles. Luego surgieron otras agrupaciones que adoptaron nombres muy graciosos como Don Bochinche y Compañía, Formale el cuento a la vieja, Tírame la punta del naso, Domadores de suegras, Salimos por no quedarnos en casa, Los peludos terribles, Amantes al salamín, Escuela de Tiburones y Asaltantes con Patente, entre otros. Estas primeras agrupaciones, integradas por seis o siete miembros, adoptan el recurso del contrafactum, propio de la música religiosa de raíz popular, muy presente en la historia musical española y en particular en el modelo de carnaval gaditano, consistente en seleccionar una determinada música ya existente para crear, a partir de ella, textos diferentes a los originales. Se modifican las letras en tono picaresco y se utilizan instrumentos de viento fabricados con cartón. El número de componentes fue creciendo lentamente y se comenzó a utilizar el bombo, el platillo y el redoblante. Esta innovación fue obra de José "Pepino" Ministeri quien también impuso la vestimenta del director con frac, levita y zapatillas.
A partir de ese momento se comienza a usar la palabra murga en lugar de "mascaradas", siendo reconocida como nueva categoría en 1917. Al igual que la murga gaditana, se estructura en tres partes: la presentación o saludo, el cuplé -una especie de pequeña pieza teatral cantada- y la retirada. Fragmentos de las presentaciones y las retiradas forman hoy parte del patrimonio cultural nacional, estando tan socializadas como el "arroró" o el himno nacional.
A esta estructura que se mantiene inalterable, se le irán incorporando, posteriormente, elementos del candombe así como un sinfín de ritmos, básicamente afroamericanos, que adaptados a la batería de murga (bombo, redoblante y platillos de entrechoque) adquieren nueva sonoridad. Una característica distintiva de la murga uruguaya es que no solo está pensada para desfilar, sino y fundamentalmente, para actuar sobre un escenario.
Asimismo el carnaval del Uruguay se diferencia de los habituales desfiles callejeros del resto del mundo porque está concebido básicamente como un gigantesco festival de teatro al aire libre que convoca a decenas de miles de personas. El inicio de la fiesta está marcado por el desfile o corso que se realiza por 18 de julio, la principal avenida de Montevideo. En la actualidad, a lo largo de dos kilómetros, más de tres mil artistas desfilan frente a una multitud de espectadores que los siguen vibrantes desde la vereda y para varios cientos de miles que lo hacen a través de los televisores de sus casas. El corso está integrado por las agrupaciones carnavaleras típicas como las murgas, los negros y lubolos, los parodistas, los humoristas y las mascaradas musicales, además de los carros alegóricos que transportan a las reinas del Carnaval, seguidos de cabezudos (unas cabezas de dos metros de altura hechas de papel prensado y pintadas con llamativos colores). Este desfile es sólo el comienzo. Pocos días después, por las calles de los tradicionales barrios Sur y Palermo, tiene lugar el desfile de Las Llamadas, la fiesta máxima de la colectividad negra de Uruguay. Allí, unos dos mil artistas, que cada vez suman más población blanca, recrean una fiesta con raíces africanas que se viene haciendo desde la Colonia.
El carnaval uruguayo se distingue, entonces, porque además de incorporar las festividades africanas de los negros y lubolos, luego de desfilar en las calles, se traslada a los escenarios de los barrios, en donde se instala durante casi dos meses. Las agrupaciones carnavaleras participan asimismo de un concurso oficial auspiciado por la Intendencia Municipal de Montevideo en el Teatro de Verano Ramón Collazo.
Las murgas actuales están integradas por 13 cantantes, un director y la batería de murga compuesta por un bombo, dos platillos (ejecutados específicamente por una persona) y un redoblante, aunque finalmente se agregan otros instrumentos en momentos determinados. El tono para afinar lo da, con su voz, el director del conjunto, de quien se presume tiene un oído privilegiado. Hace ya muchos años que estos conjuntos se han profesionalizado, con los beneficios y contras que ello acarrea.  Comienzan a ensayar alrededor de octubre para preparar su repertorio y ostentan nombres tales como Los Patos Cabreros, Araca La Cana, Falta y Resto, La Nueva Milonga, La Reina de la Teja o Asaltantes con Patente.

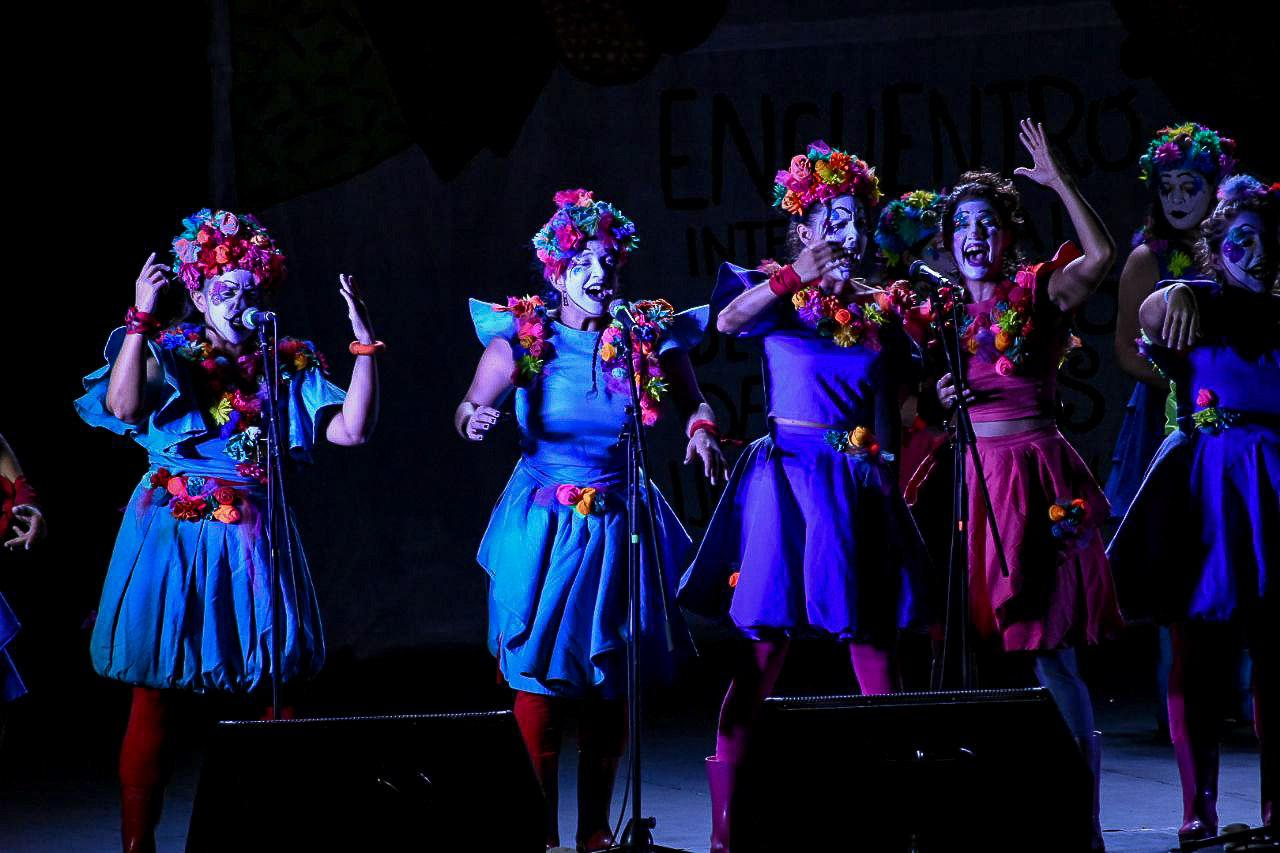
Actuación de la murga Cero Bola en el Encuentro de Mujeres Murguistas y Murga de Mujeres. Teatro de Verano Ramón Collazo, Montevideo. Marzo 2019.

El repertorio murguero se caracteriza por la temática contestataria, la sátira política sobre personajes nacionales e internacionales destacados en el año, la ridiculización de modas y costumbres, el fútbol y sus avatares, la vida cotidiana relacionada con la crítica al gobierno de turno, el costo de la vida, el empleo, los temas de actualidad, etc. y el propio carnaval, sus personajes, su carácter cíclico, etc. El carnaval como tema es privativo de la murga y se puede rastrear desde sus orígenes. Ahora es poco frecuente la inclusión de figuras estereotipadas de los inmigrantes españoles e italianos pero fue una presencia muy fuerte en la primera mitad del siglo -al igual que en el sainete criollo- pero sus secuelas siguen estando en el lunfardo. Los recursos literarios a los que apela son múltiples. Junto con el uso intensivo de los contrafacta aparecen otros, igualmente de origen gaditano, tales como los trabalenguas, el uso de esdrújula, la enumeración jocosa, etc.
Desde el punto de vista musical, los rasgos de la murga uruguaya son la expresión coral polifónica, el apoyo instrumental y el peculiar "ritmo de murga". El coro ha sido tradicionalmente masculino, como ya se dijo, pero en los últimos tiempos han comenzado a incorporarse cada vez más mujeres. Los instrumentos utilizados son tres: los platillos, el redoblante y el bombo. El director (vestido tradicionalmente como un director de orquesta pero en forma más burlona) marca el son al resto de los integrantes, algunas veces acompañándose con una guitarra. En cuanto al "ritmo de murga" al que se llevan las melodías más populares usadas para los contrafacta está representado fundamentalmente por la "marcha camión", ejecutada por los instrumentos específicos sobre la base de la oscilación del tempo rítmico y la armonización vocal. Este ritmo es expresión del sincretismo de géneros musicales en los que hay huellas de la zarzuela, el sainete, el candombe, etc, pero su peculiaridad es tal que ya, como mejor definición, se habla de "murguear" las melodías conocidas.
La cara pintada, los vistosos trajes y la gestualidad corporal son los otros componentes del sello de identidad de la murga uruguaya. Hay una gestualidad murguera compuesta por expresiones faciales, movimientos de brazos y posiciones corporales en la que la investigación realizada por M.Fornaro (2002) encuentra claras similitudes con las chirigotas callejeras de Cádiz, así como de cualquier otro sitio. Si bien los gestos se diferencian según los roles, siempre está presente la apertura de brazos, su cierre sobre el pecho y el "paso en el lugar" que definen a la murga como hecho estético integral.

## Murga en Argentina

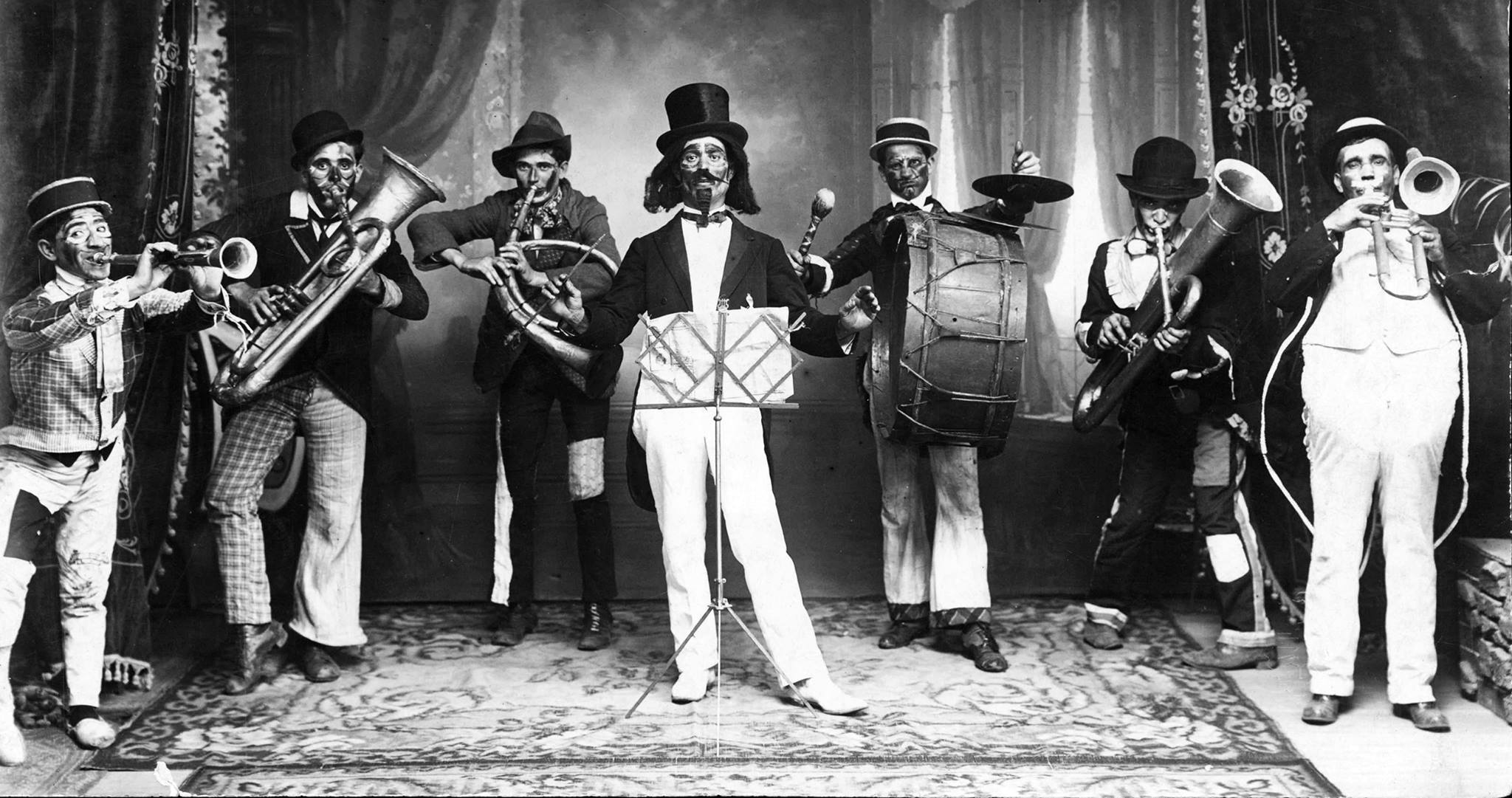
Murga de carnaval en la ciudad bonaerense de Junín, 1916.

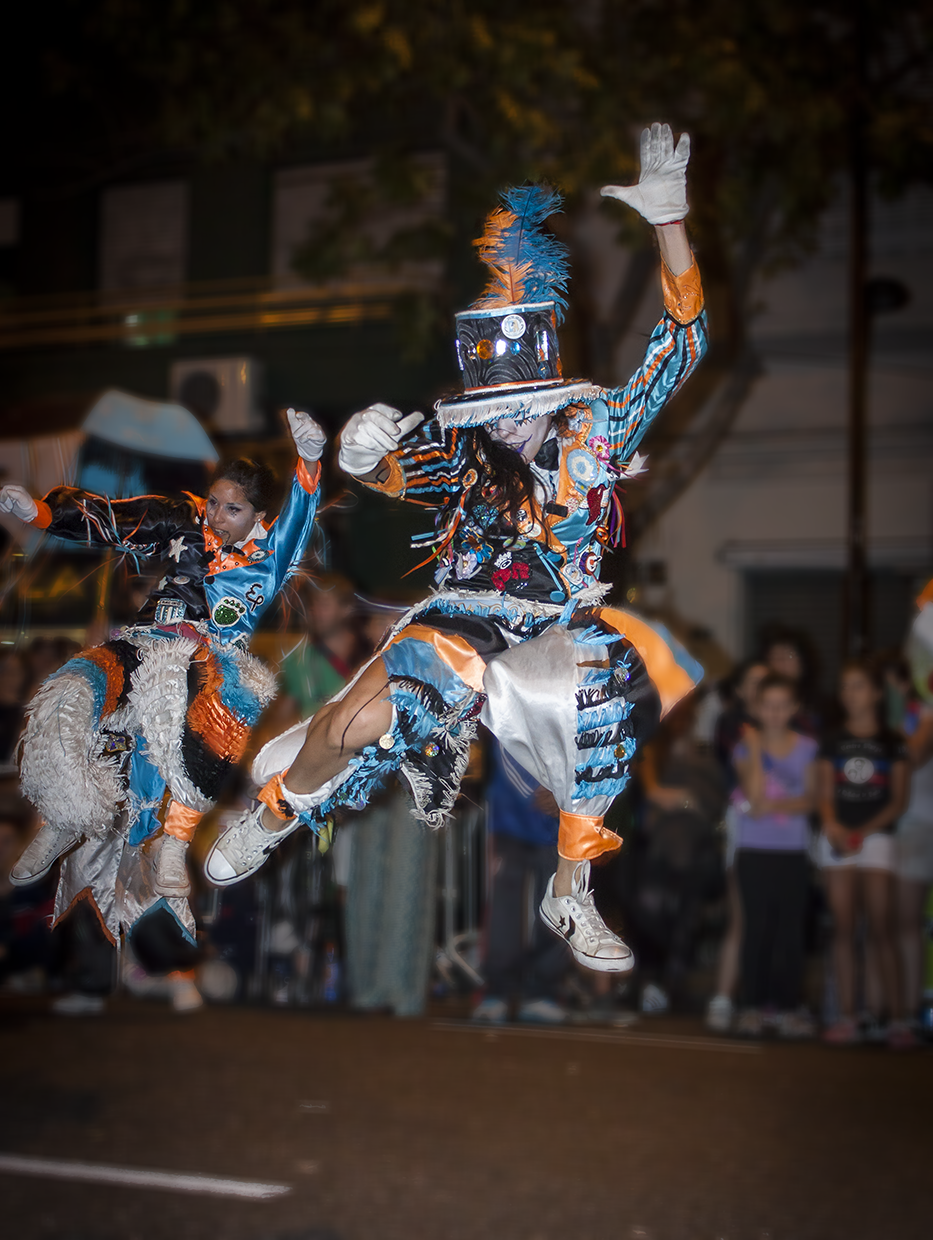
Demostración de baile murguero porteño, durante la exhibición en el corso de Boedo en las jornadas de carnavales porteños en Buenos Aires, marzo de 2014.

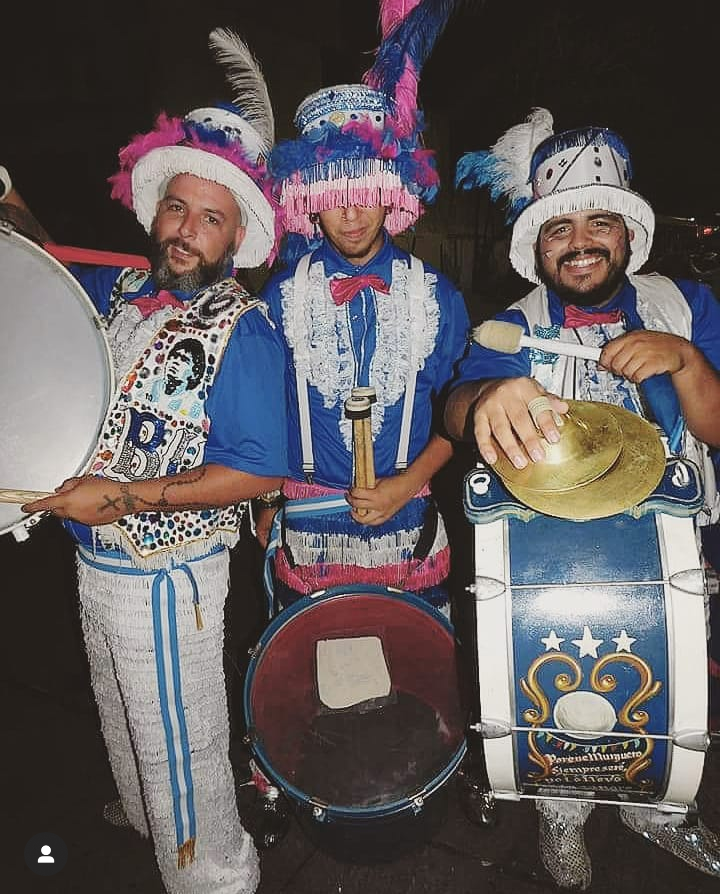
Cuerpo de Directores de la Gloriosa Percusión de Los Amos de Devoto antes de una presentación en el Corso de Pompeya durante el Carnaval Porteño 2017.

En Argentina también se denomina murga a los conjuntos compuestos por músicos percusionistas, bailarines y fantasías (se llama así a quienes portan banderas, muñecos, sombrillas, etc.), que decoran todo el desfile murguero. Algunos conjuntos agregan lanzallamas, malabaristas, bailarines con espaldares o zancos, vedettes, estandartes y otros artistas. A estos grupos más numerosos se los denomina murga porteña. Estos conjuntos participan en los desfiles de carnaval conocidos como corsos todos los fines de semana de carnaval, es decir, un mes con anterioridad al miércoles de ceniza. Sin embargo, y a fines turísticos y organizativos, por lo general el gobierno de la Ciudad Autónoma de Buenos Aires intenta organizar los corsos durante el mes de febrero, más allá del desfasaje que puede haber con la fecha de carnaval propiamente dicha.
Las diferencias más destacadas entre las murgas de Buenos Aires y las originarias de otras regiones de Argentina, están dadas, no solo por los ritmos y las orquestaciones o arreglos que se utilizan, sino también por la ubicación de estos grupos en el corso. Las murgas de las provincias siempre presentan su espectáculo caminando y bailando a lo largo del corso y sin cantar,  dejando su mejor parte para el escenario, donde muchas veces están ubicadas las autoridades organizadoras y estatales del lugar. Los ritmos de murga y comparsa de las provincias están diferenciados entre sí, por su origen, tempo y arreglos. En cambio, en Buenos Aires cuenta también con un lugar fijo, generalmente sobre un escenario o palco donde suben los directores o glosistas que presentan a su murga en una introducción, entonan algunas de sus canciones de murga (canción de entrada, crítica y retirada, y opcionalmente canción homenaje o murga canción). También es características su vestimenta, de coloridas galeras y levitas, herencia de la parodia que los sectores populares les hacían a las clases altas de fines del siglo XIX. Otro rasgo de la murga porteña es el baile acrobático. A pesar de esto, cabe destacar que es cada vez mayor la cantidad de agrupaciones que toman la estructura de la murga porteña, y por lo tanto, la presentación en escenario, en el interior del país, fomentado esto por encuentros anuales nacionales, siendo el más importante el que se realiza en Suardi, Santa Fe, alrededor del 12 de octubre.
Las murgas de la Ciudad de Buenos Aires son de dos estilos principales: el Centro Murga y la Agrupación Murguera.
- Centro Murga: Se considera el formato "ortodoxo" de la murga porteña, donde la música y el baile se destacan a ritmo de bombos con platillo, al cual en las últimas décadas se le ha agregado el redoblante y, en los últimos 15 años, instrumentos como surdos y repiques. No se suele cantar, y en el caso de hacerse se hace a forma de "coro" mientras se desfila. En cuanto al desfile, el Centro Murga tiene una primera sección de "mascotas" (o sea niños), luego las mujeres y al final, cerca de la percusión, los hombres. Centros Murga famosos por su tradición o estilo pueden ser: Los Amos de Devoto, Los Cometas de Boedo, Los Chiflados de Boedo, La Locura de Boedo, Los Chiflados de Almagro, Los Viciosos de Almagro, entre tantos.[8]
- Agrupaciones Murgueras: Es el formato de la murga porteña donde más espacio se deja a las innovaciones. El canto es tan importante como la música, dejando el baile (en caso de haberlo) como un complemento. Siempre se hace desde arriba de un escenario (nunca desfilando, como los "centro murga"). Por su parte, la base musical está compuesta de bombos con platillo (que nunca puede faltar por considerarse típica del género porteño) y esporádicamente se le añade algún otro instrumento, como la guitarra criolla. No están obligados a tener mascotas ni a desfilar hombres y mujeres separados. Algunas Agrupaciones Murgueras reconocidas pueden ser: Atrevidos por Costumbre de Palermo, Los Calaveras de Constitución, Viva La Pepa de Barracas, Zarabanda Arrabalera de Parque de los Patricios, Los Inconscientes de Almagro y El Rechifle de Palermo, entre otras.[9]

Sobre el origen de la murga, es realmente poco lo que se sabe a ciencia cierta sobre la base de fuentes escritas fidedignas, más allá de que proviene de la época colonial, de la mezcla de esclavos aborígenes y negros. Una suerte de leyenda urbana cuenta que los ritmos característicos de murga porteña tienen una simbolización en lo que es la esclavitud (con el ritmo de rumba, que se baila mayormente agazapado), liberación con los tres saltos (representando tres patadas) y libertad (ritmo de matanza (de baile más "saltado" y con mayor movimiento de brazos). Independientemente de la veracidad o no de este origen de los ritmos característicos, lo cierto es que esa es gran parte de la significación actual que se le da a esta manifestación artística, donde se articulan lo artístico propiamente dicho y lo social.
Los carnavales más imponentes y famosos de Argentina se desarrollan en la ciudad de Gualeguaychú, a 210 km de la ciudad de Buenos Aires. Las murgas de la década del 50 y 60 se cambiaron por comparsas, similares a las de Río de Janeiro, se celebran en un corsódromo que fue construido en el predio de lo que era la Estación de Trenes. No obstante, las agrupaciones que allí desfilan reciben el nombre de comparsas dado que su origen difiere ampliamente del de las murgas en cuanto a música, vestuario y tipo de baile.
Existen también murgas que a pesar de ser argentinas cultivan el estilo de la murga uruguaya. Hay numerosas agrupaciones de este estilo surgidas, en parte, a causa de la gran difusión que ha tenido este género en la Argentina a partir de la llegada de conjuntos uruguayos tales como Falta y Resto y Agarrate Catalina, entre otros. Algunas de estas agrupaciones son La Miseria es Ilegal, de Mar del Plata, La Rara Ira, Entre tanta pavada, La cuerda floja o La Cura de la Locura de la Ciudad de Buenos Aires; La Tandilera, de Tandil, La Buena Moza, de Mendoza, Puntuales pa la tardanza, de Concepción del Uruguay, La Cotorra, de Rosario, Rezonga La Ronca, de Santa Fe y La Tunga Tunga de Barrio Güemes, en Córdoba.
Murga estilo Argentino en Italia.
Debido a la emigración por la crisis del 2001 hacia Italia y posteriores movimientos, la Murga porteña fue llevada hacia allí. Actualmente existen murgas en diversas ciudades de Italia como Roma, Nápoles, Boloña, Milán, Génova, etc. 
Es destacable el intercambio de conocimientos que se vienen realizando entre los dos países, ya que regularmente se organizan en Italia múltiples talleres para los cuales se invita a Murgueres de Argentina para transmitir sus conocimientos y experiencias. 

## Murga en Chile
Los mayores exponentes de la murga en Chile son agrupaciones que salen por las calles con instrumentos de cuerda, percusión, y en algunos casos de viento. De estos grupos de murga en Chile, los hay pertenecientes a colegios, parroquias, como también grupos independientes. Las hay compuestas por hombres, por mujeres y mixtas, así como también por niños y por agrupaciones teatrales. También se denomina murga a los conjuntos musicales formados por estudiantes o no, que tratan de imitar la antigua tradición de estudiantes Universitarios más conocidos como tunas, los cuales despectivamente se dirigen a ellos como Murga (Imitadores de la Tuna).
Uno de los carnavales más importantes donde se realizan las murgas es en el Carnaval de Talcahuano, el cual tiene 120 años de tradición.
En el año 2005 nació la murga La Urdemales, a partir de talleres impartidos por el uruguayo Edu "Pitufo" Lombardo, del cual se desprendió un grupo de jóvenes que actualmente se dedican al género de murga uruguaya, creando cada año un montaje nuevo, con trajes, colores y temáticas actuales, entregando de esta forma un mensaje colectivo y de carácter social mediante la música, la sátira política y la comedia, recogiendo la tradición de las murgas del carnaval uruguayo. 
Al año 2013, murga "La Urdemales" había estrenado tres montajes y sus integrantes trabajaban en un cuarto espectáculo llamado "Recuerdos en Carnaval", haciendo clara alusión al momento histórico en que vivía el país, por la conmemoración de los 40 años desde el golpe militar y la posterior dictadura.
En el año 2011, gracias a la iniciativa de integrantes y exintegrantes de murga "La Urdemales", nace la primera escuela de murga Uruguaya en Chile que da como resultado final la conformación de la segunda murga al estilo uruguayo en Chile: Murga "Zamba y Canuta", que a su vez, es la primera murga compuesta estrictamente por mujeres, respetando la estructura, forma (cuerdas) y fondo de las murgas uruguayas de antaño. Han estrenado 2 espectáculos: "El Inicio de los Tiempos" (2014) y "Hecho en Chile" (2017). 
En el 2013 nace la murga "AntiBurga" compuesta por alumnos de Pedagogía en Artes Musicales de diferentes universidades, Esta se ha caracterizado por utilizar una temática artística y lírica en concordancia a la contingencia de las problemáticas sociales e incorporando motivos musicales propios y de artistas chilenos como Violeta Parra o Víctor Jara. En 2014 nace murga "La conspiracion" en Santiago la cual en sus 4 años de existencia tuvo un fuerte discurso social. También en 2014 el género llega a Valparaíso por talleres impartidos por integrantes de Murga La Urdemales de la cual nacería en primera instancia una gran murga llamada "La dispersa" la cual, pasado un tiempo, se dividiría en 2 agrupaciones: murgas "Kiltra" y "La Klandestina". En 2015 se crearía la segunda murga de coro femenino llamada "La corre y vuela" y en 2016 se crearía una tercera murga de coro femenino "Flor de Juanas" la que integraría elementos de la cueca en sus montajes. También en 2016 nace murga "Peras del Olmo" en Santiago, que se ha caracterizado por desarrollar un discurso textual un tanto más atrevido en comparación con las otras agrupaciones. Actualmente se sabe de la existencia de otras agrupaciones como "Nacieron Chicharra", "La Chusma", "Siembra el canto", "De canto y alarío", "La villana", "Los Trapos Sucios" entre otras.
En 2023 "La chilenera", una murga estilo uruguayo creada para la ocasión por integrantes de distintas murgas de Santiago de Chile, participó en el carnaval uruguayo, más concretamente en una variante más barrial y callejera del mismo (fuera de los límties que impone la participación en el concurso oficial) conocida como «Más Carnaval».
En marzo de ese mismo año, nace murga "La Lucha", vinculada orgánicamente a las Juventudes Comunistas de Chile. Esta es, en Chile, la primera murga de estilo uruguayo vinculada abiertamente a un partido político y la integran tanto militantes como no militantes. 
Cada año, desde el 2017, murga "Peras del Olmo" organiza en Santiago un festival de murgas estilo uruguayo llamado "Murgódromo", que se ha ido consolidando como la principal instancia de encuentro de agrupaciones de este estilo en el país.

## Murga en Colombia

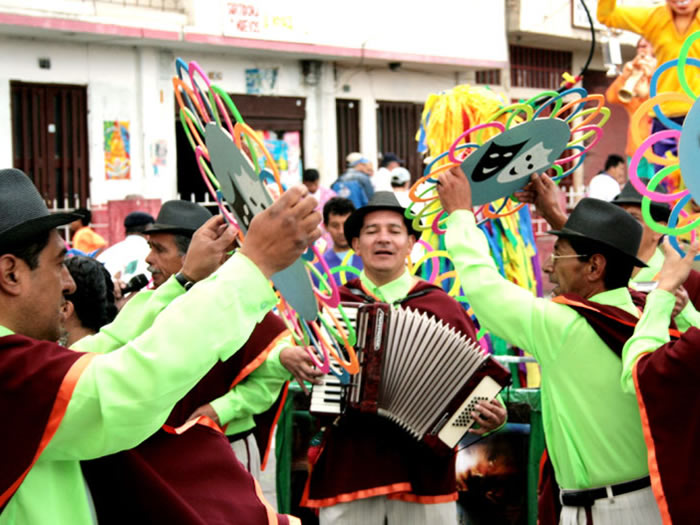
Murga en el carnaval de Negros y Blancos de Pasto, 2007.

### Eje musical Andino sur-occidental
El fenómeno de las murgas llegó a Colombia desde el sur del continente. Son diversos los grupos musicales o murgueros que hoy en día existen en Colombia. Entre estos, son características las Murgas en Carnaval de Negros y Blancos de Pasto en el sur del país. En los últimos tiempos, se han incorporado grupos musicales y murgas, celebrando festivales, o carnavales en general. También es reconocida la presencia de murgas en las barras de fútbol de ese país.

### Eje musical Andino de Frontera / Amazónico
Las murgas amazónicas son conjuntos musicales dedicados a la interpretación de temas regionales o locales del Eje musical Andino de Frontera / Amazónico. Instrumentos: Campana, guacharaca, dulzaina o armónica, guitarra y tambores.

### Estilo uruguayo
En 2014 se inicia un proceso de aprendizaje del género por parte de estudiantes bogotanos que deciden mezclarlo con otra representación carnavalera, emblemática de Colombia: Las Cuadrillas riosuceñas. Así se crea La Cuadrilla Murguera Bogotana, primera murga estilo uruguayo en Colombia.

La Cuadrilla - Cuadrilla Murguera Bogotana - y La Gozabosa, originarias de la ciudad de Bogotá, han tomando como sustento esencial la murga de estilo uruguayo (asumida como tradición y como herramienta creativa, artística y de transformación social) y se han consolidado como agrupaciones independientes en el ámbito cultural bogotano, vinculándose a través de las redes sociales con otras murgas del mismo estilo en otros países del continente y logrando gran difusión y aceptación entre su público local y virtual.

## Murga en España

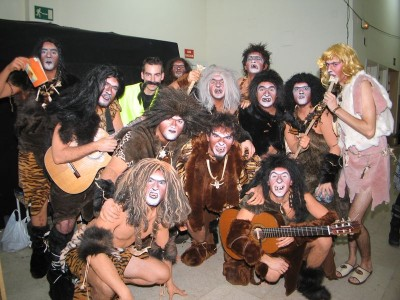
Murga Ese es el espíritu (Badajoz).

### Badajoz
En el carnaval de Badajoz, las murgas están compuestas como mínimo por 10 personas y como máximo por 15, más cinco figurantes. Unas semanas antes de carnaval, las murgas compiten en el teatro López de Ayala para ver quien tiene la crítica más ácida de la sociedad y divierte más al público que suele llenar el teatro. Se valora la música, la letra, los trajes y la puesta en escena.Interpretan su repertorio musical utilizando guitarras españolas, caja y bombo pudiendo utilizar cualquier instrumento solo en la presentación.En su repertorio suelen hacer un repaso a lo ocurrido durante el año de forma satírica y cómica vista desde su tipo y utilizando también la crítica y la denuncia social. Cuentan además algunas murgas con numerosos seguidores. Tanto es así que se producen largas colas en los días previos a cada fase del concurso para conseguir las entradas del certamen. Estas son una parte esencial del carnaval de esta ciudad, del que son indesligables.Al concurso también concurren murgas procedentes de distintos lugares de la provincia. La cifra de murgas sigue aumentando año tras año. El Concurso oficial de Murgas del carnaval de Badajoz se lleva celebrando desde la autorización del carnaval tras la democracia.
En 2007 el número de murgas fue en total de treinta y dos. La ganadora del concurso fue La Caidita, seguida de Jarana y Agüitas, en tercer lugar.
En 2008, un total de 35 murgas participaron en el concurso, siendo la clasificación de las mismas la siguiente: 1.º Los Niños, 2.º Jarana y Marwan (empate), 4.º Los Murallitas, 5.º La Caidita, 6.º Ad Libitum, 7.º Ese es el Espíritu y 8.º Dakipakasa.
En 2009 participaron un total de 41 murgas, quedando la clasificación de la siguiente manera: 1.º Marwan, 2.º Los Niños (Escuela de Ninjas Pacenses), 3.º Dakipakasa, 4.º Jarana, 5.º La Caidita, 6.º Las Chimixurris, 7.º Titirimundi, 8.º La Mascarada, 9.º Pa' Cuatro Días y
10.º Los 3W.
En 2010 volvieron a participar 35 murgas, siendo el orden final: 1.º Los Niños, 2.º Los 3W, 3.º Al-Maridi, 4.º Jarana, 5.º Los Water Closet (La WASA), 6.º Los Murallitas, 7.º Titirimundi, 8.º Llerena (Sr. Sáez), 9.º Marwan, 10.º Pa' Cuatro Días.

### Cádiz
En 1909 una modesta compañía de teatro de Cádiz llamada "La Gaditana" emprendió viaje a Uruguay y, en su capital, representó una obra de teatro dirigida por Diego Muñoz. La obra resultó un fracaso los actores quedaron sin dinero para pagarse el pasaje de vuelta. Sólo se les ocurrió, para recaudar algo, cantar por las calles y plazas de Montevideo, coplas de las "Murgas" de Cádiz, precedentes de las actuales chirigotas y comparsas de Andalucía y antecesoras de las murgas uruguayas. No solo lograron lo necesario para regresar sino que generaron afición a las coplas de Carnaval. Por el fracaso de una compañía, se exportaron con éxito las murgas del Carnaval de Cádiz.
La murga uruguaya Araca la Cana se hermanó con la gaditana Araka la Kana para festejar los 100 de los carnavales de Cádiz y Montevideo. Hoy las comparsas de Cádiz y las murgas uruguayas son parte del folclore de Andalucía, Canarias y Uruguay.

### Isla Cristina
Las primeras referencias a agrupaciones carnavalescas en Isla Cristina parten del siglo XVIII, siendo las murgas más antiguas de las que quedan registro escrito “Los abollaos” y “Los sablistas” del año 1916. 
Semejantes a las chirigotas de Cádiz, la murga isleña nace con influencias tanto del carnaval gaditano, como del Levante español así como del carnaval portugués, ello debido a la condición local del municipio de puerto pesquero al que venían embarcaciones de diversos orígenes para la pesca de la sardina. 
En la actualidad la murga debe estar compuesta con entre once a veintiún componentes, con un máximo de actuantes de dieciséis. Un máximo de dos guitarras, caja, caja china, bombo, platillos y pitos. No obstante, durante la presentación, estribillo y popurrí pueden utilizar cualquier instrumento adicional a los permitidos. Es común que las murgas actúen con figurantes, cuyo número es ilimitado dejando escenarios multitudinarios como el que presentó en 2011 la peña Tikismikis, cuyo decorado era la representación de un mitin de un partido político en campaña electoral con público enarbolando banderas y formando parte esencial de la representación durante toda la actuación. El repertorio consta de presentación, dos pasodobles, dos cuplets y un popurrí. En total el tiempo de actuación debe ser inferior a los treinta minutos.
La lista de vencedores del Concurso de Agrupaciones Carnavalescas de Isla Cristina, uno de los más prestigiosos y antiguos de Andalucía en su etapa moderna (1968-actualidad) son los siguientes:
|      | 1.er Premio | 2.º Premio | 3.er Premio |
| ---- | --- | --- | --- |
| 2024 | Patrulla de detención contra el ocio y la diversión "Los Tikismikis" De: Eugenio Yaque Sosa "Eu"                                                   | Ladrón de Atardeceres "Los Trofeos" De: Rafael Rodríguez Redondo "Fae"                                            | Murga Infantil: Noche en el teatro De: Fran Sosa                                                                        |
| 2023 | El carnaval es muy bonito pero hay pocos cacharritos "Los Chulapos" De: Alberto López García                                                       | Cualquier sale este año "Los Tikismikis" De: Alejandro Carrasco Rodríguez, Eugenio Yaque Sosa "Eu"                | Lo que yo te diga "Las Monjas" De: José Cárdenas Cabalga "Tumbi"                                                        |
| 2022 | La autentica chusma selecta "Los Tikismikis" De: Alejandro Carrasco Rodríguez                                                                      | Los gondoleros "Las Monjas" De: José Cárdenas Cabalga "Tumbi"                                                     | Monjas, 30 años... "Los Trofeos" De: Rafael Rodríguez Redondo "Fae"                                                     |
| 2020 | Buenas noches.... Hola ¿qué hay? Aquí al fresquito "Los Chulapos" De: Natanael López Mirabent y Alberto López García                               | El gran circo Franchesco Acosta, domador de... "Los Tikismikis" De: Alejandro Carrasco                            | Paquito Bullyn "Las Monjas" De: José Cárdenas Cabalga "Tumbi"                                                           |
| 2019 | La chirigota maldita "Las Monjas" De: José Cárdenas Cabalga "Tumbi"                                                                                | Las alcalinas "Los Trofeos" De: Rafael Rodríguez Redondo "Fae"                                                    | Llegué del Perú con mi familia por seur "Los Chulapos" De: Natanael López Mirabent                                      |
| 2018 | Star Juan: El retorno del orgullo gay "Los Chulapos" De: Natanael López Mirabent y Alberto López García                                            | Las brujas "Los Trofeos" De: Rafael Rodríguez Redondo "Fae"                                                       | Las cukis De: Carlos Columé Morcillo                                                                                    |
| 2017 | Los sapos "Los Trofeos" De: Rafael Rodríguez Redondo "Fae"                                                                                         | Mente Isleña "Las Monjas" De: José Cárdenas Cabalga "Tumbi"                                                       | Hasta el papo de tanta brillantina, ya está aquí María Cristina De: Abraham Sánchez Martín y Carmelo González Rojas     |
| 2016 | Los papau, pau "Los Chulapos" De: Natanael López Mirabent                                                                                          | Perdidos "Las Monjas" De: José Cárdenas Cabalga "Tumbi" y Rafael Morilla Soler                                    | Juan Tajarín y los herederos de Coperfield De: Carlos Columé Morcillo                                                   |
| 2015 | Que nos quiten los que nos han dao "Las Monjas" De: José Cárdenas Cabalga "Tumbi" y Rafael Morilla Soler                                           | "Gimnacio" femenino woman fashion "Los Trofeos" De: Rafael Rodríguez Redondo "Fae"                                | Circo en pleno febrero "Los Chulapos" De: Natanael López Mirabent                                                       |
| 2014 | Los de la 4º o 5º dimensión según el Momi y su Puntiación "Los Tikismikis" De: José Cárdenas Rojas                                                 | Los choca pop, cuando haces pop no hay stop "Las Monjas" De: José Cárdenas Cabalga "Tumbi" y Rafael Morilla Soler | Taller de costura la Higuerita, esto lo lleva un mariquita "Los Chulapos" De: Natanael López Mirabent                   |
| 2013 | Venimos cabreaos porque el Mateo nos ha copiao "Los Chulapos" De: Natanael López Mirabent                                                          | Las viudas alegres "Las Ventaneros" De: Jesús Manuel Perojil Villar Huelva                                        | Clínica de psicología los doctores no problem "Los Trofeos" De: Rafael Rodríguez Redondo "Fae"                          |
| 2012 | Ya no damos miedo "Las Monjas" De: José Cárdenas Cabalga "Tumbi" y Rafael Morilla Soler                                                            | La santa docena "Los Chulapos" De: Natanael López Mirabent                                                        | Los indignados de la Puerta del Sol De: Carlos Columé Morcillo                                                          |
| 2011 | Vota PDT, soplan nuevos aires "Los Tikismikis" De: "La agrupación"                                                                                 | Los que vinieron de Rumanía porque la cosa está jodía "Los Chulapos" De: Natanael López Mirabent                  | El cielo puede esperar "Las Monjas" De: "La agrupación"                                                                 |
| 2010 | Chiringuito Pepe y el Peludilla "Las Monjas" De: "La agrupación"                                                                                   | Los fachas, una chirigota grande y libre "Las Ventaneros" De: Jesús Manuel Perojil Villar Huelva                  | Los saeteros del Lunes Santo, según el pitisco así canto De: Servando Cárdenas Salas                                    |
| 2009 | Los guardiñas que guardan la amarguiña "Los Chulapos" De: Natanael López Mirabent                                                                  | Un bote, dos botes, el Servando y 14 carajotes De: Servando Cárdenas Salas                                        | La reconquista reondelera, devolvernos lo que es nuestro "Los Tikismikis" De: "La agrupación"                           |
| 2008 | Los Mairena "Las Ventaneros" De: Jesús Manuel Perojil Villar Huelva                                                                                | Kulunguelé "Los Trofeos" De: Rafael Rodríguez Redondo "Fae"                                                       | Y nosotras, ¿Por qué no? "Las Monjas" De: José Cárdenas Cabalga "Tumbi" y Rafael Morilla Soler                          |
| 2007 | www.abderabode2metros.es "Los Chulapos" De: Natanael López Mirabent                                                                                | No por mucho estibar amanece más temprano "Las Monjas" De: José Cárdenas Cabalga "Tumbi" y Rafael Morilla Soler   | La pela es la pela "Los Trofeos" De: Rafael Rodríguez Redondo "Fae"                                                     |
| 2006 | Lo soy, lo hago o me lo hago "Las Monjas" De: "La agrupación"                                                                                      | No nos quiere ni Dios "Las Ventaneros" De: Jesús Manuel Perojil Villar Huelva                                     | Por culpa del azuquita este culo no se me quita "Los Chulapos" De: Natanael López Mirabent                              |
| 2005 | Ecos del Matapiojos "Los Chulapos" De: Natanael López Mirabent                                                                                     | El convite De: Antonio José Cárdenas Rojas                                                                        | Esto si es una corría y no las de canal + De: Servando Cárdenas Salas y Carlos Columé Morcillo                          |
| 2004 | Las vedette de cabalette, que no se ponen tanga porque les duele el ojete "Los Chulapos" De: Natanael López Mirabent                               | Los iluminados "Las Monjas" De: "La agrupación"                                                                   | A.M.M. (Asociación de Maridos Maltratados) "Los Trofeos" De: Rafael Rodríguez Redondo "Fae", Patrocinio Camacho Vázquez |
| 2003 | De Madriz a Isla hay lo mismo que de Isla a Madriz "Los Chulapos" De: Natanael López Mirabent                                                      | Al tucutú de mi motor "Las Monjas" De: "La agrupación"                                                            | Viva el teatro nuevo "Los Tikismikis" De: José Félix García                                                             |
| 2002 | Una merienda de griegos De: Antonio José Cárdenas Rojas                                                                                            | Mujeres al borde de un levantacables "Las Monjas" De: "La agrupación"                                             | Como la coja no la suelto "Los Chulapos" De: Tomás Martín Estévez                                                       |
| 2001 | No coment... "Las Monjas" De: "La agrupación" | Jaque mate tú con la flagoneta "Los Chulapos" De: Tomás Martín Estévez                                            | Una merienda de griegos De: Carmelo González Rojas                                                                      |
| 2000 | Esto. esto es un escándalo De: Juan Manuel Sosa Toscano "Gallina" y Emilio Sosa Toscano "Gallina Chico"                                            | El arte del Kun-Fu "Los Trofeos" De: Rafael Rodríguez Redondo "Fae", Patrocinio Camacho Vázquez                   | Infame Liritrina dancer-boys o "Los Tikismikis" De: "La agrupación"                                                     |
| 1999 | P.M.I. Pulicía Militar Isleña "Los Trofeos" De: Rafael Rodríguez Redondo "Fae", Patrocinio Camacho Vázquez                                         | Los Mendas Lerendas "Las Monjas" De: Sergio Manuel Pardo García "Bollo"                                           | Los primos hermanos por parte de madre del Conde Drácula de La Redondela De: Antonio José Cárdenas Rojas                |
| 1998 | Más vale pájaro en mano y si es gordo mejor "Las Monjas" De: "La agrupación"                                                                       | La gitana de la güena ventura "Los Trofeos" De: Rafael Rodríguez Redondo "Fae", Patrocinio Camacho Vázquez        | Los fachas De: José María Lagarejo Pereira                                                                              |
| 1997 | Playmobil "Los Trofeos" De: Rafael Rodríguez Redondo "Fae", Patrocinio Camacho Vázquez                                                             | No te lías de mi "Las Monjas" De: Antonio José Cárdenas Rojas                                                     | No contaban con mi astucia De: Manuel Pacheco Luis                                                                      |
| 1996 | El que voló sobre el nido del cuco fui yo "Las Monjas" De: Sergio Manuel Pardo García "Bollo"                                                      | Fiebre del sábado noche "Los Trofeos" De: Rafael Rodríguez Redondo "Fae", Patrocinio Camacho Vázquez              | Si me empino te la cuelo De: José María Lagarejo Pereira                                                                |
| 1995 | Y en el corral parecían tontos "Las Monjas" De: Sergio Manuel Pardo García "Bollo"                                                                 | ¿Qué cómo cuando? "Los Trofeos" De: Rafael Rodríguez Redondo "Fae"                                                | Damas S.A. ¿Te das cuen? De: Manuel Pacheco Luis                                                                        |
| 1994 | Novedades Carmelita De: Carmelo González Rojas | A 10.000 voltios luz ¡ojú qué puntazo! De: Emilio Toscano Toscano "Gallina chico"                                 | Cantamos a dos voces alto de locura y bajo superior De: José María Lagarejo Pereira                                     |
| 1993 | Como zarte no veas "Las Monjas" De: Sergio Manuel Pardo García "Bollo"                                                                             | Cazafantasmas De: Manuel Rodríguez Mascareña                                                                      | La bó de la concencia... "Los Trofeos" De: Rafael Rodríguez Redondo "Fae", Patrocinio Camacho Vázquez                   |
| 1992 | Cortados por la misma tijera De: Juan Carmelo Suárez Beas                                                                                          | The lolailos "Los Trofeos" De: Rafael Rodríguez Redondo "Fae", Patrocinio Camacho Vázquez                         | Llegué, pinché y aquí me quedé De: José María Lagarejo Pereira                                                          |
| 1991 | The lolailos "Los Trofeos" De: Enrique Jabares Barrera                                                                                             | De profesión mis labores De: Manuel Rodríguez Mascareña                                                           | Con el Descubrimiento se acabó el cuento De: José María Prieto Franco "Vía"                                             |
| 1990 | Las flores del meneo De: José María Prieto Franco "Vía"                                                                                            | Este año no me ves el pelo De: Manuel Rodríguez Mascareña                                                         | Pega duro De: José Carlos Casado Carrillo "Pintao"                                                                      |
| 1989 | Las tonadilleras De: Manuel Sosa Lagarejo | Esto es lo que hay De: Carmelo González Rojas                                                                     | Pega duro De: José Columé Reyes "Pepito el Comercial"                                                                   |
| 1988 | Tarzán el hermoso y sus monos cariñosos De: Juan Columé Millán "Popeye"                                                                            | Una explosión de tonterías De: Manuel Rodríguez Mascareña                                                         | Vente mañana De: Juan Ramos Martín "Cano de la punta"                                                                   |
| 1987 | Los fantasmas que hacen uuuh De: Juan Columé Millán "Popeye"                                                                                       | Ele, esto es arte De: Manuel Rodríguez Mascareña                                                                  | La cosa tiene cojones De: José Columé Reyes "Pepito el Comercial"                                                       |
| 1986 | Los chicos blandos del rock duro De: Juan Columé Millán "Popeye"                                                                                   | Los superfrailes De: José María Prieto Franco "Vía"                                                               | Los pregoneros del medieoveo De: José Columé Reyes "Pepito el Comercial"                                                |
| 1985 | Locos por la música De: Manuel Rodríguez Mascareña                                                                                                 | Los caballetes con boca y la cangrejata De: Eugenio Sosa Lagarejo                                                 | La feria de Villareal De: José María Prieto Franco "Vía"                                                                |
| 1984 | Del campo a la capetá De: Manuel Rodríguez Mascareña                                                                                               | Los afilaores andaluces De: Juan Ramos Martín "Cano de la punta"                                                  | Los hombres de las cavernas De: Manuel Sosa Lagarejo                                                                    |
| 1983 | Los angelitos De: Tomás Biedma Viso "Tomas el Negro"                                                                                               | T.B.O. de risa y cachondeo De: Eugenio Sosa Lagarejo                                                              | Los Popeyes De: José María Prieto Franco "Vía"                                                                          |
| 1982 | Los kiowas del 95 De: Manuel Rodríguez Mascareña                                                                                                   | Los hermanos Marx De: José Columé Reyes "Pepito el Comercial"                                                     | El séptimo de caballería De: Benito Joaquín                                                                             |
| 1981 | ¡Cuánto más viejos más pellejos! De: Manuel Rodríguez Mascareña                                                                                    | Los jumines domingueros De: Carmelo Vázquez Martín                                                                | Los presos de las tres pelotas y la que bota De: Manuel Sosa Lagarejo                                                   |
| 1980 | Los pitufos De: Eugenio Sosa Lagarejo | Los cabreros de Villamurgablanca De: Carmelo Vázquez Martín                                                       | Los gorditos del colegio de Acacito De: José María Prieto Franco "Vía"                                                  |
| 1979 | Los parpayeras del Teatro Soria De: Custodio Soáres Lucía                                                                                          | Los científicos sonaos De: Eugenio Sosa Lagarejo                                                                  | Los currantes en paro De: Juan Columé Millán "Popeye"                                                                   |
| 1978 | Los últimos de Camboya De: Juan Columé Millán "Popeye"                                                                                             | Los judokas De: Eugenio Sosa Lagarejo                                                                             | Los bomberos de Luley De: Manuel Sosa Lagarejo                                                                          |
| 1977 | Los pensionistas De: Manuel Sosa Lagarejo | Las locas del tablao De: Juan Columé Millán "Popeye"                                                              | Los buscadores de perlas De: Juan Columé Millán "Popeye"                                                                |
| 1976 | Los chóferes veteranos con sus pitos en las manos De: Juan Columé Millán "Popeye" (Compartido) Los zanganos De: Custodio Soares Lucía (Compartido) | | Los bastones de caramelo De: Manuel Yaque Moreno                                                                        |
| 1975 | Don Quijote de la Higuerita y sus Sanchos tararitas De: Custodio Soares Lucía                                                                      | Los grumetes De: Francisco Rodríguez Palma                                                                        | Los lereles señoritos De: Manuel Rodríguez Mascareña                                                                    |
| 1974 | Los chiflados de Chicago De: José Columé Reyes "Pepito el Comercial"                                                                               | Los zingaros De: Manuel Yaque Moreno                                                                              | Los maletillas De: MIguel Gómez Martínez "Miguelín"                                                                     |
| 1973 | Nerón y los senadores De: Custodio Soares Lucía | Los cicutas De: Manuel Yaque Moreno                                                                               | Los dormilones De: Manuel García Botellon "Chupito"                                                                     |
| 1972 | Nerón y los senadores De: Custodio Soares Lucía, Demetrio Paín Fernández                                                                           | Los paraguayos De: Manuel Yaque Moreno                                                                            | Los ye-yes infantiles De: MIguel Gómez Martínez "Miguelín"                                                              |
| 1971 | Los camborios De: Wenceslao Ríos Mora "Uve Ríos"                                                                                                   | Los bandoleros De: Enrique Jabares Beltrán                                                                        | Los majos bandoleros De: Miguel López Pavón                                                                             |
| 1970 | Los turistas del tirol De: Juan Columé Millán "Popeye"                                                                                             | Los ye-yés ilusionistas De: Enrique Jabares Beltrán                                                               | Los tunantes De: Manuel García Botellon "Chupito"                                                                       |
| 1969 | Los sultanes de arabia De: Enrique Jabares Beltrán                                                                                                 | Los inolvidables De: Antonio Aponte Munell                                                                        | Los piratas del caribe De: Manuel García Botellon "Chupito"                                                             |
| 1968 | Los ye-yés de los años 30 De: Enrique Jabares Beltrán                                                                                              | Los cirujanos De: Pedro Rodríguez Arnau "Pedrucho"                                                                | Las arqueras De: Pili Quesada Serrano                                                                                   |

A su vez, se conocen los siguientes resultados en el concurso desarrollado a inicios del siglo XX previo a la prohibición de la fiesta durante la dictadura.
1935 - 1.º Premio "Los pichis", 2.º Premio "Los representantes del Metrol", 3.º Premio "Los caricatos flamencos"
1935 - 1.º Premio "Los marinos yanquis", 2.º Premio "La escuela moderna", 3.º Premio "Los caprichosos"
1934 - 1.º Premio "Los camareros neoyorkinos", 2.º Premio "Murga moderna", 3.º Premio "Los pocholos"
1933 - 1.º Premio "Los faquires", 2.º Premio "Los representantes de Nestlé", 3.º Premio "Los turistas ingleses"
1932 - 1.º Premio "Los viajantes de la Crema Sam", 2.º Premio "Los niños llorones"
1927 - 1.º Premio "Los paragueros"

### Santa Cruz de Tenerife

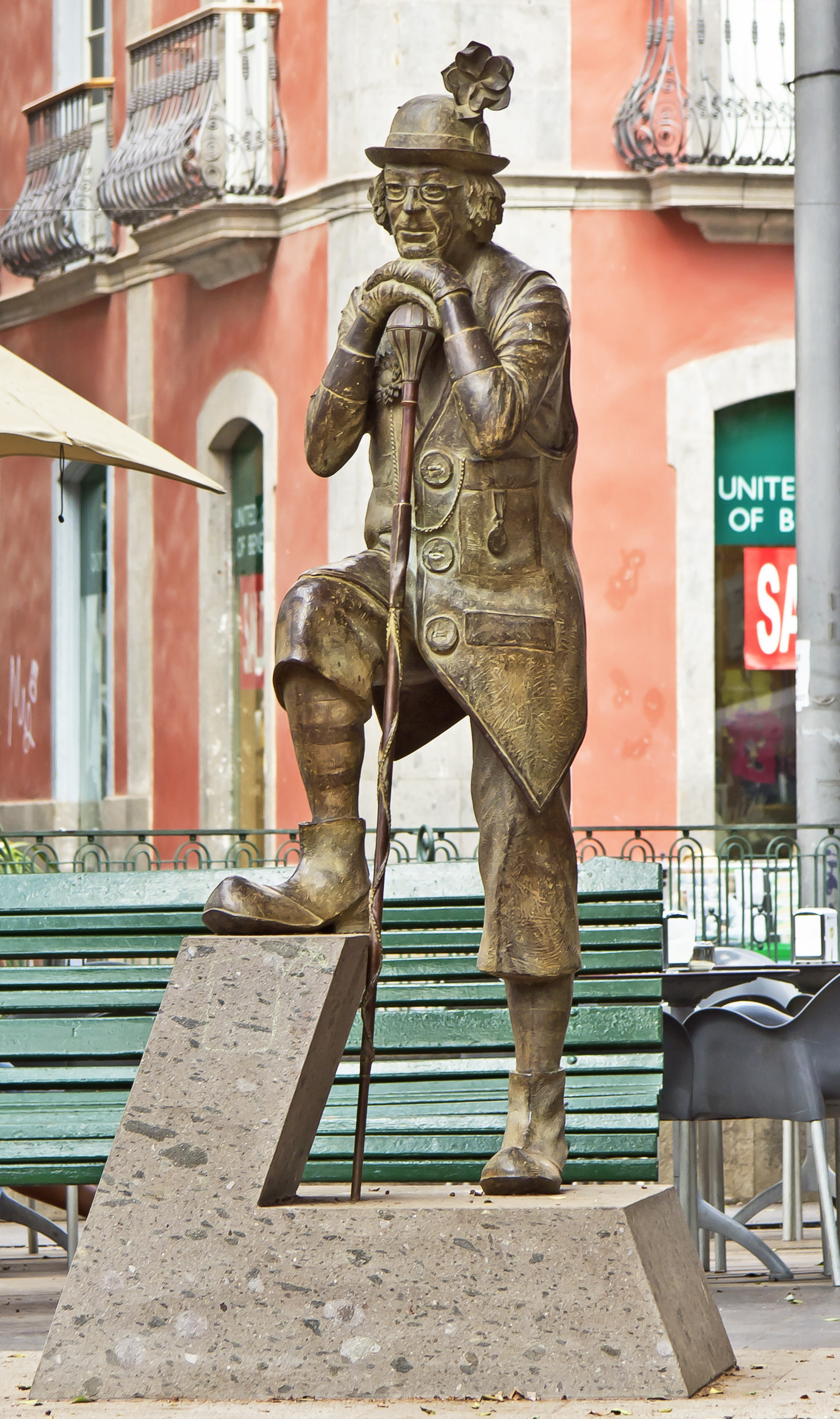
Estatua de Don Enrique González Bethencourt, fundador de la Afilarmónica NiFú-NiFá y padre de las murgas canarias. La estatua se encuentra en la Plaza del Príncipe de Santa Cruz de Tenerife.

Las murgas de Tenerife tienen su origen en las chirigotas gaditanas. En 1917, participó una de ellas en el Carnaval de Tenerife, lo que seguramente inspiraría la aparición de murgas en los carnavales de las islas.
Existen numerosas murgas en Santa Cruz de Tenerife, donde cada año se celebran concursos en el carnaval en diferentes categorías. Aunque originariamente sólo había grupos masculinos, desde hace algunas décadas existen, además, murgas femeninas e infantiles en estos carnavales.
La decana de las murgas es la Afilarmónica NiFú-NiFá con más de 50 años de existencia.

### Málaga
Son, en la práctica, agrupaciones prácticamente idénticas a las chirigotas gaditanas salvo por su número de componentes ya que oficialmente se permite actuar en el Concurso Oficial hasta 15 componentes (3 más que en la capital gaditana).
El más ilustre murguista malagueño es sin duda el conocido Pepe León que en la década de los noventa veía año tras año como engordaba su palmarés compitiendo principalmente con murgas como "La murga del Chino", antes de retirarse en 2003 le salía una dura competencia en lo que hoy es la "Murga de la Peña Er Dito" dirigida y escrita fundamentalmente por el comparsista David Santiago. Ya en el siglo XXI destacan las agrupaciones de Pedro Vera, Miguel Ángel Merchán y sobre todo la murga de Alberto Zumaquero y Manu Robles que representa para muchos un punto de inflexión en la modalidad al subir notablemente el listón por su calidad tanto en letras como en interpretación y afinación. Murguistas como Ángel Valderrama, Carlos Pariente, Kike Rosado, Manuel Gómez,  Jorge Real, Sergio Lanzas, Paco Susi, José Manuel Rengel, "Chema" o Benjamín Pastor "Benyi", "Fili" o Félix Godoy merecen mención junto con la murga de Estepona (dos veces finalista).

## Murga en Panamá
La murga es un género musical ejecutado por grupos orquestales callejeros propio de los Carnavales de las provincias centrales de Panamá, fue ideado por Manuel Consuegra Gómez, a mediados del siglo XX, donde transporta el ritmo folclórico del Carnaval de Las Tablas y Chitré, el tamborito, a la orquesta.
Alcanzó su reconocimiento internacional con el tema de salsa "La murga de Panamá", autoría de Héctor Lavoe y Willie Colón, que es cantado por otros cantantes de salsa como Rubén Blades y Oscar D'León.
Este género se caracteriza por la ejecución de piezas musicales corridas de tamborito, típico y cumbia panameña como ritmo alegre para bailar de forma suelta.
A diferencia de otros estilos musicales que se ejecutan y se bailan en Panamá, la murga es solo música instrumental cuando se ejecuta en fiestas. Pero en las tunas de Carnaval, esta música va acompañada de letra cantada en armonía con los acordes musicales.